# Alternaria cichorii
Alternaria cichorii är en svampart som beskrevs av Nattrass 1937. Alternaria cichorii ingår i släktet Alternaria och familjen Pleosporaceae.   Inga underarter finns listade i Catalogue of Life.